# Melanichneumon vultus
Melanichneumon vultus är en stekelart som först beskrevs av Cresson 1864.  Melanichneumon vultus ingår i släktet Melanichneumon och familjen brokparasitsteklar. Inga underarter finns listade i Catalogue of Life.